# Aya Hussein
Pour les articles homonymes, voir Hussein.
Aya Hussein (en arabe : آية حسين), née le 28 décembre 2003, est une escrimeuse égyptienne.

## Carrière
Aya Hussein est médaillée d'or en épée par équipes ainsi que médaillée de bronze en épée individuelle aux Championnats d'Afrique 2022 à Casablanca.
Elle remporte la médaille d'or en épée par équipes et la médaille de bronze en épée individuelle aux Championnats d'Afrique d'escrime 2023 au Caire.